# Морелосский науатль
Морелосский науатль (Morelos Nahuatl, Náhuatl de Cuentepec) — один из диалектов науатль, на котором говорят в городах Сан-Маркос-Актеопан и Сан-Фелипе-Токтла муниципалитета Астеопан штата Пуэбла; в городе Хохокотла муниципалитета Пуэнте-де-Истла; в городах Альпанокан и Уэяпан муниципалитета Тетела-дель-Волькан; в городе Санта-Катарина муниципалитета Тепостлан; в городе Коатетелько муниципалитета Мьякатлан; в городе Куэнтепек муниципалитета Темиско штата Морелос в Мексике. Тетельсингский рассматривается как отдельная разновидность науатль из-за его инновационной фонологии, и у него очень низкая разборчивость с другими разновидностями морелосского диалекта.